# Oluf Christian Dietrichson

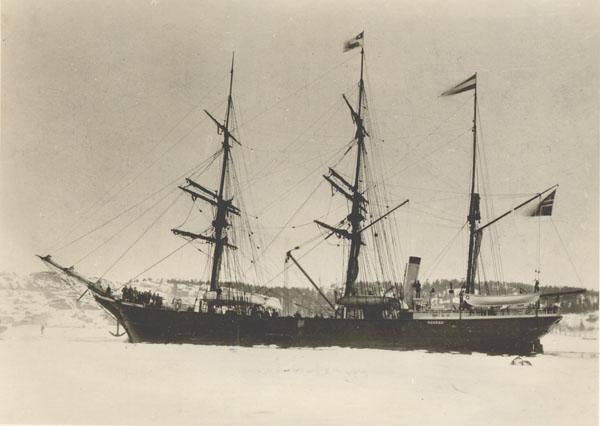
O navio Jason foi utilizado na expedição feita por Dietrichson.

Oluf Christian Dietrichson (1856 - 1942) foi um explorador e militar norueguês. Ele alcançou o posto de major-general, e foi comandante em Kristiansand entre 1918 e 1924. Ele era um dos membros da expedição à Groelândia de 1888 liderada por Fridtjof Nansen, que obteve sucesso e se tornou a primeira travessia documentada da Groelândia usando esquis. Os outros participantes desta expedição foram Otto Sverdrup, Samuel Balto, Ole Nielsen Ravna e Kristian Kristiansen Trana.